# Alicja w miastach
Alicja w miastach (niem. Alice in den Städten) – zachodnioniemiecki film drogi w reżyserii Wima Wendersa z 1974 roku.

## Obsada
- Rüdiger Vogler – Phil Winter
- Yella Rottländer(inne języki) – Alicja
- Lisa Kreuzer(inne języki) – matka Alicji
- Sibylle Baier(inne języki) – kobieta

i inni.

## Zarys fabuły
Dziennikarz Phil Winter nieoczekiwanie musi się zająć dziewięcioletnią córką przypadkowo poznanej na lotnisku kobiety. Winter zaczyna rozumieć odpowiedzialność za osobisty i cudzy los w wyniku spotkania z małą Alicją.